# 焦哈尔·杜达耶夫
焦哈尔·穆萨耶维奇·杜达耶夫（羅馬化：Dudin Musa-voj Dƶoxar，羅馬化：Dzhokhar Musayevich Dudayev；1944年2月15日—1996年4月21日），1990年代车臣独立运动领袖，伊奇克里亚车臣共和国第一任总统。曾任苏联空军少将。
由于他的族裔，杜达耶夫在仅有8天大时被斯大林政权流放至哈萨克。13年后尼基塔·赫魯雪夫決定允許車臣人返回车臣，他的家人定居在格羅茲尼。1962年至苏联解体前，他在苏联空军服役，晋升为空军少将。他指挥位于波尔塔瓦和塔尔图市的轰炸机师。在塔尔图服役期间，他指挥了一个操作Tu-22战略轰炸机的苏联空军基地。同时，杜达耶夫曾参与在阿富汗战争期间制定轰炸计划。但在爱沙尼亚服役期间拒绝镇压，辞职结束军队生涯回到车臣，并于1991年9月27日成为伊奇克里亚车臣共和国总统。然而，俄罗斯当局并不承认伊奇克里亚车臣共和国，这导致了第一次俄车臣战争，杜达耶夫在这场战争中阵亡。
杜达耶夫生前曾获得红旗勋章，红星勋章在内诸多荣誉。在他去世后，波黑、拉脱维亚、立陶宛、波兰、格鲁吉亚、土耳其、乌克兰等欧洲国家各个城市的大约19条街道、小巷和广场都以他的名字命名。

## 生平[3]

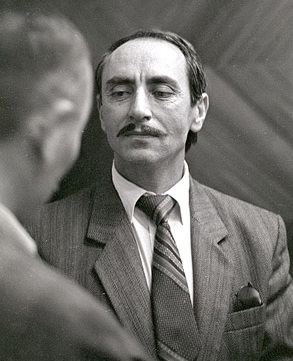

杜达耶夫原名焦哈尔·杜季·穆西，出生于苏联俄罗斯苏维埃联邦社会主义共和国車臣-印古什蘇維埃社會主義自治共和國ГаланчӀожан区的Первомайське，但不久后就被蘇聯當局强行迫使随家人迁往哈萨克（扁豆行動），直到1957年苏共二十大赫鲁晓夫允许车臣人返回故乡后，方才回到车臣，在格罗兹尼定居。他高中畢業，然後進入北奧塞梯師範學院學習，入学第一年後退學。杜達耶夫秘密地離開父母，定居在坦波夫，並在那裡進入坦波夫高等軍事航空飛行員學校，他也曾因车臣人的出身被军校拒收。杜達耶夫接受了飛行員工程師的教育，1966毕业后開始了他在蘇聯軍隊的職業生涯。1968年，多哈爾·杜達耶夫成為共產黨員。1969年，他與一名俄羅斯女孩結婚。从军后，任直升机驾驶员，在近 30 年的服役生涯中，他擔任過許多指揮和行政職務。 1974年畢業於加加林空軍學院指揮系，歷任副團長、參謀長、團長。根據同時代人的回憶錄，他是一個雄心勃勃、堅韌、直率、脾氣暴躁的人。身為堅定的共產黨員，多次負責部隊黨的工作，在他的軍事生涯中取得了巨大的成功，成為蘇聯武裝部隊中第一位車臣將軍。由於作戰任務表現出色，杜達耶夫被授予紅旗勳章，並被授予少將軍銜。1987年在爱沙尼亚任远程航空兵326重型轟炸機航空師师长。1990年，杜达耶夫拒絕聽從克里姆林宮的命令率軍前往愛沙尼亞議會进行镇压。據前同事稱，爱沙尼亚的独立运动從根本上影響了這位模範蘇聯軍人的觀點，他因拒绝镇压爱沙尼亚的独立运动而辞职回乡。杜達耶夫從軍隊退役，接受提議返回車臣並擔任車臣人民全國代表大會主席。
八一九事变后，杜达耶夫作为车臣全国人民代表大会主席，在格罗兹尼发动政变，9月6日，夺取最高苏维埃的权力。由于在八一九事变中，杜达耶夫曾支持过鲍里斯·叶利钦，指責車臣-印古什蘇維埃社會主義自治共和國當局背叛並奪取政權。所以不久之后，他在车臣的领导地位被俄罗斯认可。1991年秋天，他領導的武裝反對派開始以武力接管车臣共和國當局。杜達耶夫派逐漸控制了整個格羅茲尼，然後控制了这个蘇維埃社會主義自治共和國的其他地區。後隨著杜達耶夫的勝利，組織了總統選舉，車臣共和國杜达耶夫成为车臣领导人之一。10月27日，杜达耶夫当选为车臣共和国总统，随即宣布车臣独立。
1992年5月25日，杜达耶夫与俄罗斯联邦代表斯特罗戈夫中将签署了《关于撤军和车臣共和国与俄罗斯联邦分配财产条约》，俄罗斯军队根据该条约全部撤出车臣。
杜達耶夫的總統競選和隨後的政策基於兩個原則。首先，他認為有必要透過任何手段實現脫離俄羅斯的獨立，包括威脅發動恐怖攻擊。其次，他希望車臣在該地區發揮關鍵作用，包括計劃建立一種「大高加索國家和人民聯合體」。
俄羅斯聯邦領導人試圖透過宣布車臣-印古什進入緊急狀態來阻止杜達耶夫掌權，但該政權從未付諸實施。蘇聯總統米哈伊爾·戈巴契夫拒絕支持這些限制。結果，杜達耶夫以莫斯科此舉為藉口實行戒嚴並建立對车臣的全面控制。
杜達耶夫政權的建立是在他在民眾中的高支持率中建立的，隨後在共和國經濟問題的壓力下，民眾支持率開始穩步下降。車臣部分地區的失業率接近80%。儘管这位領導人成功地進行了多次國外訪問，特別是对沙烏地阿拉伯、科威特、土耳其和美國， 但與外部參與者建立合作的嘗試並沒有帶來可觀的紅利。
到了1993年，車臣的內部局勢開始惡化；引入新憲法並向總統共和製過渡的嘗試遭到了反對派的抵制。格羅茲尼舉行的不限成員名額的抗議集會迫使議會就對總統的信心舉行公投。作為回應，杜達耶夫在共和國實行總統直接統治，並解散內閣和立法機構。隨後試圖以武力鎮壓反對派，包括對格羅茲尼集會的槍擊事件，引發了內部武裝衝突。在此背景下，杜達耶夫的支持者全國代表大會主張與俄羅斯進行「聖戰」；杜達耶夫隨後與俄羅斯聯邦軍事領導人的會晤並未做出任何決定。俄羅斯方面短暫嘗試與车臣反對派合作，後者在北部組建了替代政府。
杜达耶夫在阿斯兰·马斯哈多夫等人的协助下，建立了独立的车臣军队。1994年11月10日，俄罗斯军队为支援北奥塞梯反对格鲁吉亚，进入车臣邻国印古什共和国。这成为了第一次车臣战争的导火索，车臣认为俄罗斯此举意在颠覆车臣的独立地位，军队开始袭击俄军。俄罗斯则支持其反对派对杜达耶夫进行军事打击。12月11日，第一次车臣战争正式爆发。
杜达耶夫在与俄军的对抗中采用游击战，于1995年主动撤出格罗兹尼。6月14日，车臣武装领导人之一的沙米尔·巴萨耶夫在斯塔夫罗波尔边疆区布琼诺夫斯克发动袭击，劫持了1400余名人质，迫使俄军在车臣实现停火。
1996年4月21日深夜，杜达耶夫在与哈斯布拉托夫通话时，被俄军A-50空中預警機根据无线电波锁定位置，隨後杜達耶夫被俄軍一架 Su-35 （另一说是2架SU-24）战斗机機發射的雷射尋的飛彈擊中衛星電話而被导弹炸死。

## 言论
杜达耶夫曾于1995年在采访中预言了俄国对乌克兰的侵略。
俄西斯主义比法西斯主义，纳粹主义和种族主义等等反人类的意识形态还要坏。......俄国将会入侵克里米亚，乌克兰也将在不可调和的矛盾中与俄国发生冲突。只要俄西斯主义还存在，那它就不会放弃它的野心。他们会以“斯拉夫民族”之名试图侵占白罗斯和乌克兰，就像过去曾做过的那样。没人会想和俄国组成联盟，不管是军事上，政治上，经济上甚至仅仅是贸易上。俄国本质上来说是个敲诈勒索犯，它靠威胁，靠坦克和军队为自己勒索金钱。

现在，他们以核武器作为威胁，勒索自由社会。他们说如果文明社会不想遭受这些痛苦的话，就要给他们钱。这就是典型的敲诈勒索。——焦哈尔·杜达耶夫，1995年接受的采访

## 针对杜達耶夫的暗杀[5][8]
俄罗斯安全部门多次试图清除杜达耶夫以便消灭车臣抵抗运动最有权威的领导人，但都失败了。第一次狙击手没有打中，第二次埋在杜达耶夫汽车行进路线上的地雷导致汽车翻车，但他本人没有受伤。第三次，杜达耶夫和他的护卫在飞机发射的导弹爆炸前五分钟离开了住所。直到 1996 年 4 月 21 日，俄罗斯联邦安全局和格鲁乌的发动一次联合行动，驻车臣俄联邦部队空军也参加了这次行动。
根據俄羅斯武裝部隊總參謀部退役軍官弗拉基米爾·雅科夫列夫和尤里·阿克謝諾夫的俄羅斯的说法，消滅杜達耶夫的決定是在1996年4月16日俄军第245摩托化步兵團縱隊被擊敗后发生。俄罗斯总统选举将近，叶利钦支持率严重不足，他盛怒之下下令消滅杜達耶夫。36名人员组成了特别行动小组，在當地線人的幫助下（据称以百万美元收买），他們發現杜達耶夫正在空地的同一地點打卫星電話。通过对卫星电话使用特点的监测，在4月21日发动了袭击。

## 个人生活
他是父親是一名獸醫穆薩·杜達耶夫(Musa Dudayev) ，母亲是拉比亞特·杜達耶夫(Rabiat Dudayev) ，排行第十三，有三個兄弟、三個姊妹、四個兄弟和兩個同父異母的姊妹。
1969年9月12日，焦哈爾·杜達耶夫與俄羅斯少校阿列夫蒂娜·杜達耶娃的女兒結婚，育有三個孩子：兩個兒子阿夫魯爾（Ovlur；生於1969年12月24日，居住在瑞典）和Degi（出生於1983 年5 月25 日，居住在立陶宛） - 和女兒Dana（出生於1973 年4 月7 日，居住在英國）。
他的遺孀和她的孩子於 1999年離開俄羅斯，她目前居住在瑞典。

## 紀念
- – 戈拉日代的一条街被命名为“焦哈尔·杜达耶夫将军街” 。
- 爱沙尼亚 – 杜达耶夫曾工作过的爱沙尼亚塔尔图Ülikooli街8号的房子上贴着一块用花岗岩制成的纪念牌[10]。这所房子现在是巴克莱酒店的所在地，杜达耶夫的前办公室已改建成杜达耶夫套房[11]。
- – 首都第比利斯的一条街被以焦哈尔·杜达耶夫命名[12]
- 拉脫維亞 – 首都里加的一条街道被命名为“焦哈尔·杜达耶夫街” [13][14]
- 立陶宛 – 首都维尔纽斯在Žvėrynas区有“焦哈尔·杜达耶夫广场” [15]
- 波蘭 – 2005年3月17日，波兰首都华沙的一个圓環被命名为“焦哈尔·杜达耶夫圆环” (波蘭語：Rondo Dżochara Dudajewa)[16]
- 土耳其 – 杜达耶夫去世后，土耳其的许多地方都以他的名字重新命名，例如在伊斯坦堡的“焦哈尔·杜达耶夫烈士街” (土耳其語：Şehit Cahar Dudaev Caddesi）和“焦哈尔·杜达耶夫烈士公园” (土耳其語：Şehit Cahar Dudayev Parki），安卡拉的“焦哈尔·杜达耶夫广场”（土耳其語：Cahar Dudayev Meydanı），阿达帕扎勒的“焦哈尔·杜达耶夫烈士公园”（土耳其語：Şehit Cahar Dudaev Parkı），和锡瓦斯的“焦哈尔·杜达耶夫烈士公园”（土耳其語：[17]）。
- 乌克兰 – 1996年，利沃夫的一条街道被命名为“焦哈尔·杜达耶夫街”（烏克蘭語：вулиця Джохара Дудаєва），伊万诺-弗兰科夫斯克[18][19]和赫梅利尼茨基也有以此为名的街道[20]。在2014年开始的乌俄战争期间，一批由伊萨·穆纳耶夫将军领导的車臣流亡者成為志願者加入烏克蘭武裝部隊，這些車臣人後來將部隊以其名命名為焦哈爾·杜達耶夫營[18]。2022年12月，在乌克兰东部反攻中刚被解放的伊久姆市决定将一条街道以焦哈尔·杜达耶夫命名[21]。

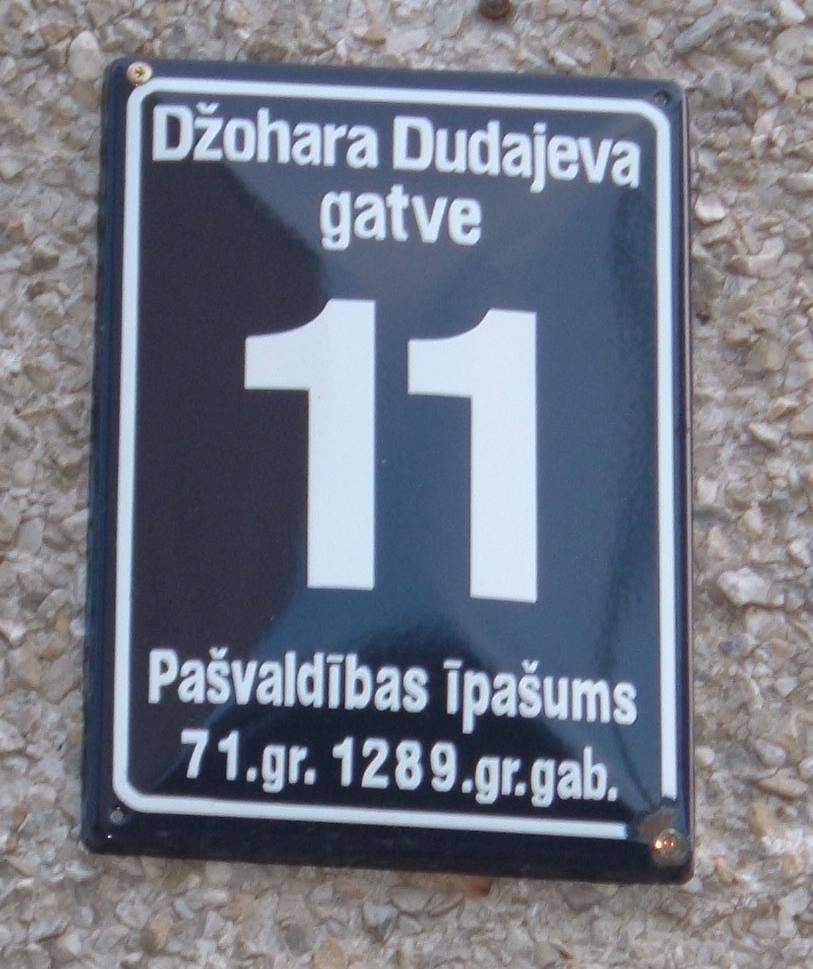
拉脫維亞首都里加杜达耶夫大街上的门牌
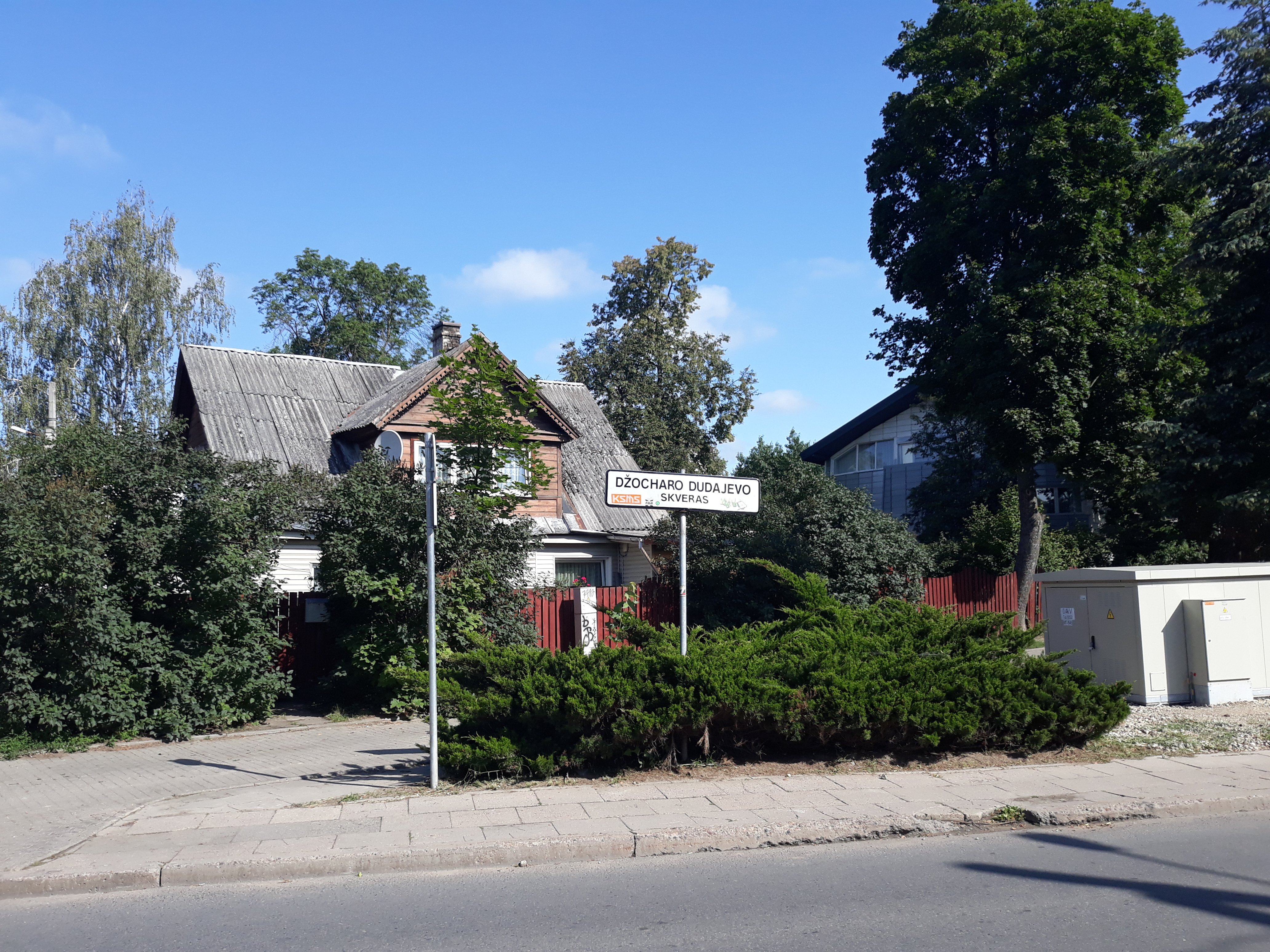
立陶宛首都维尔纽斯的杜达耶夫广场
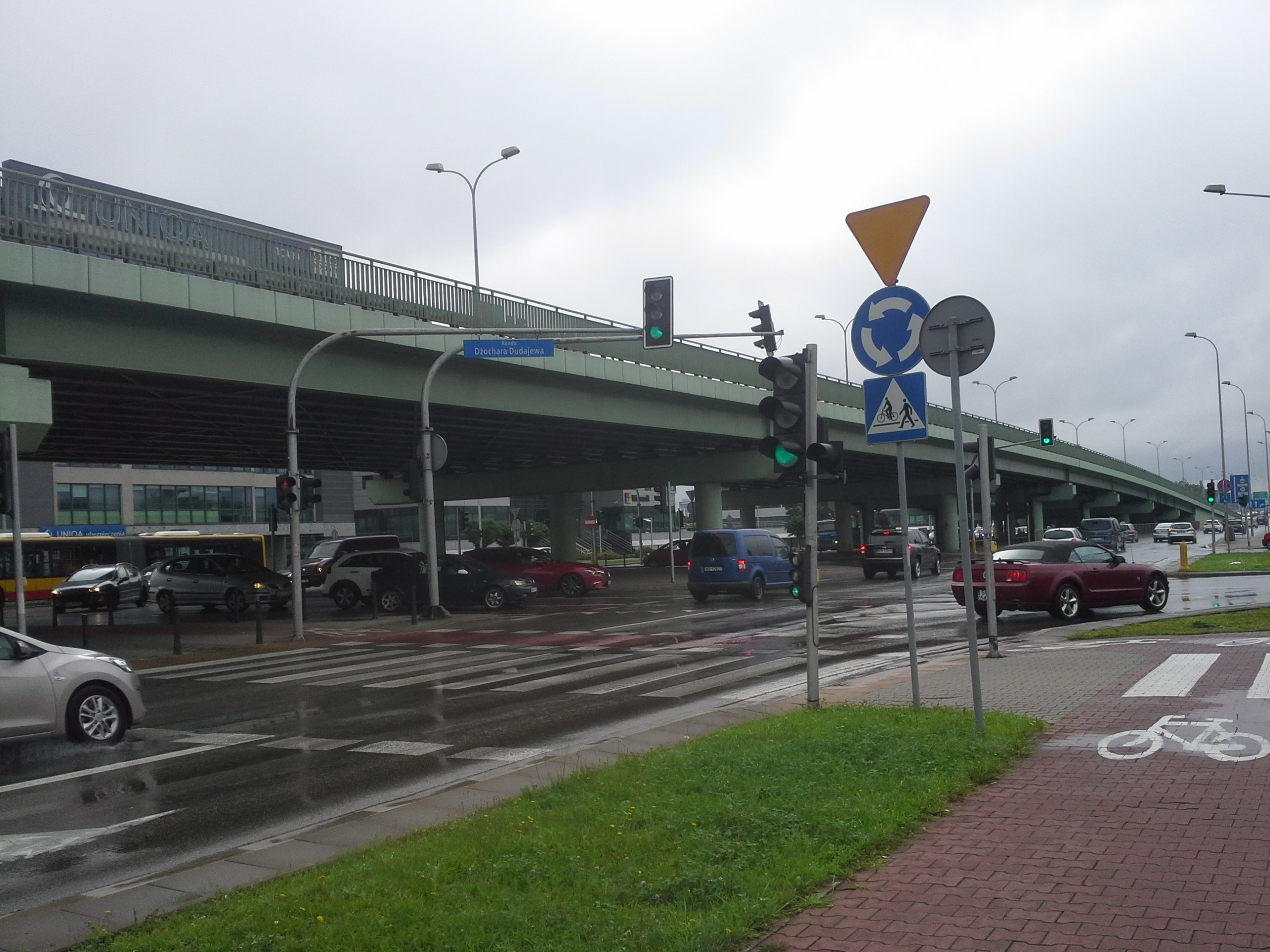
波兰首都华沙的杜达耶夫圆环
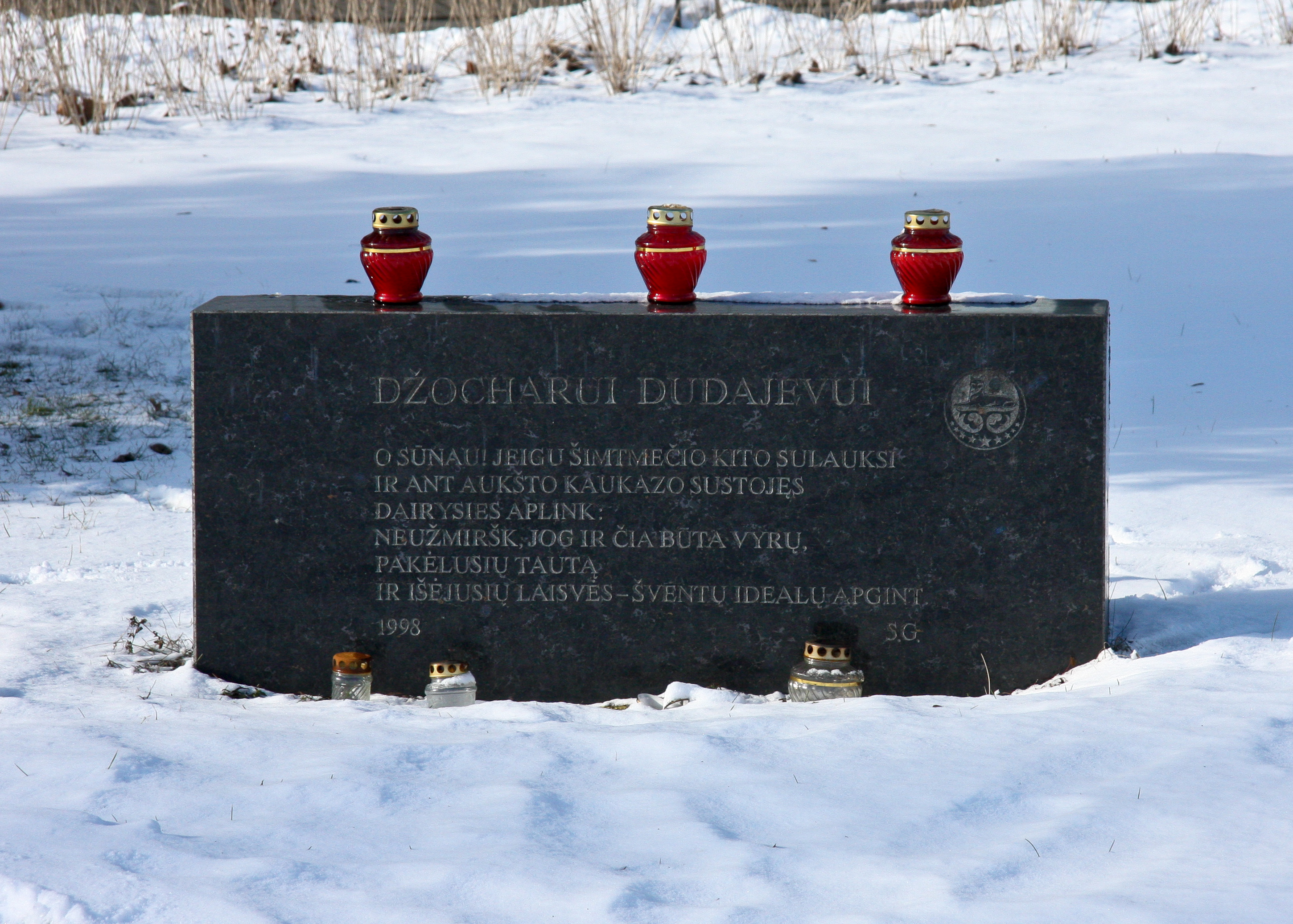
维尔纽斯的杜达耶夫纪念碑
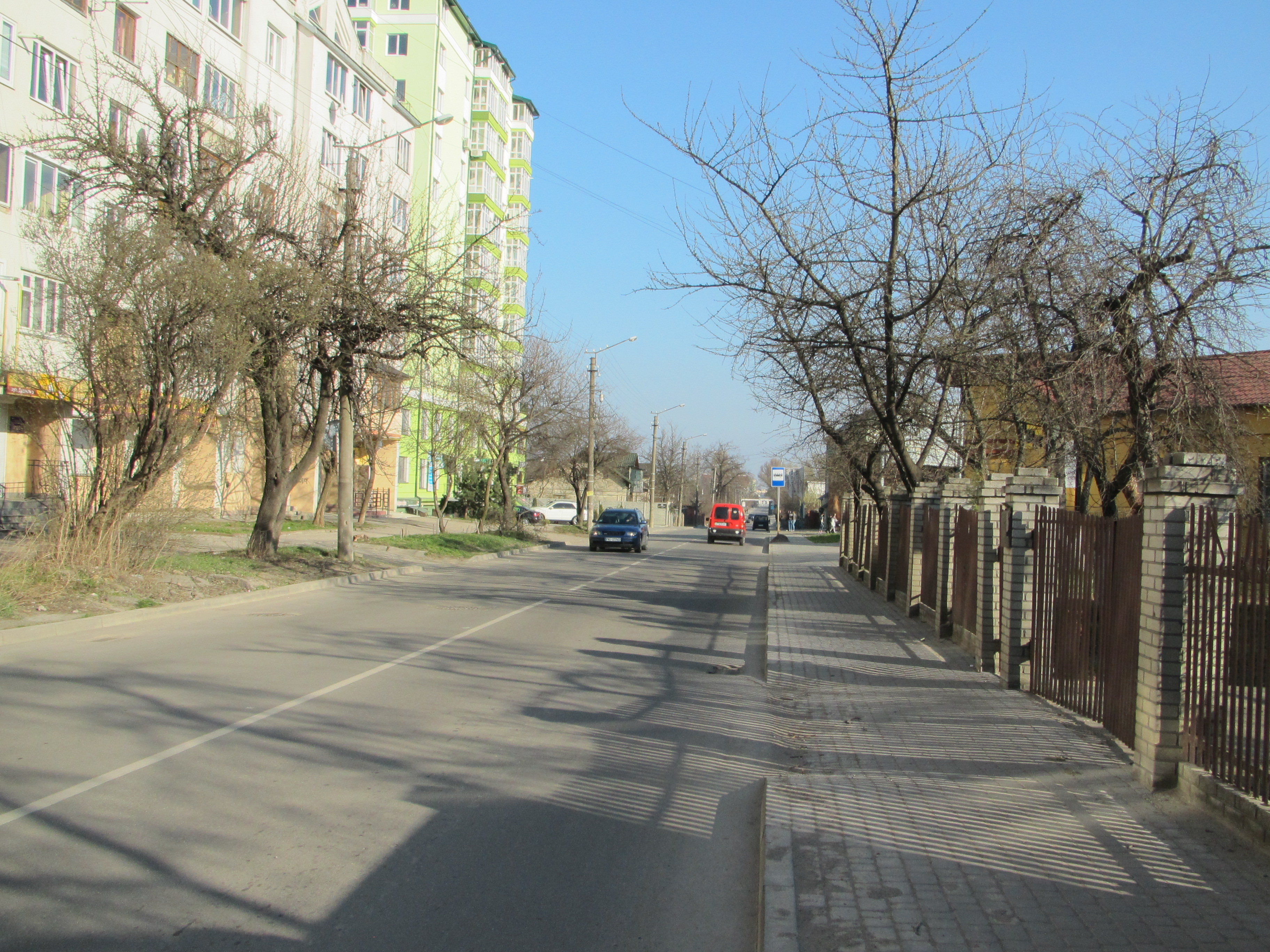
乌克兰伊万诺-弗兰科夫斯克的杜达耶夫街
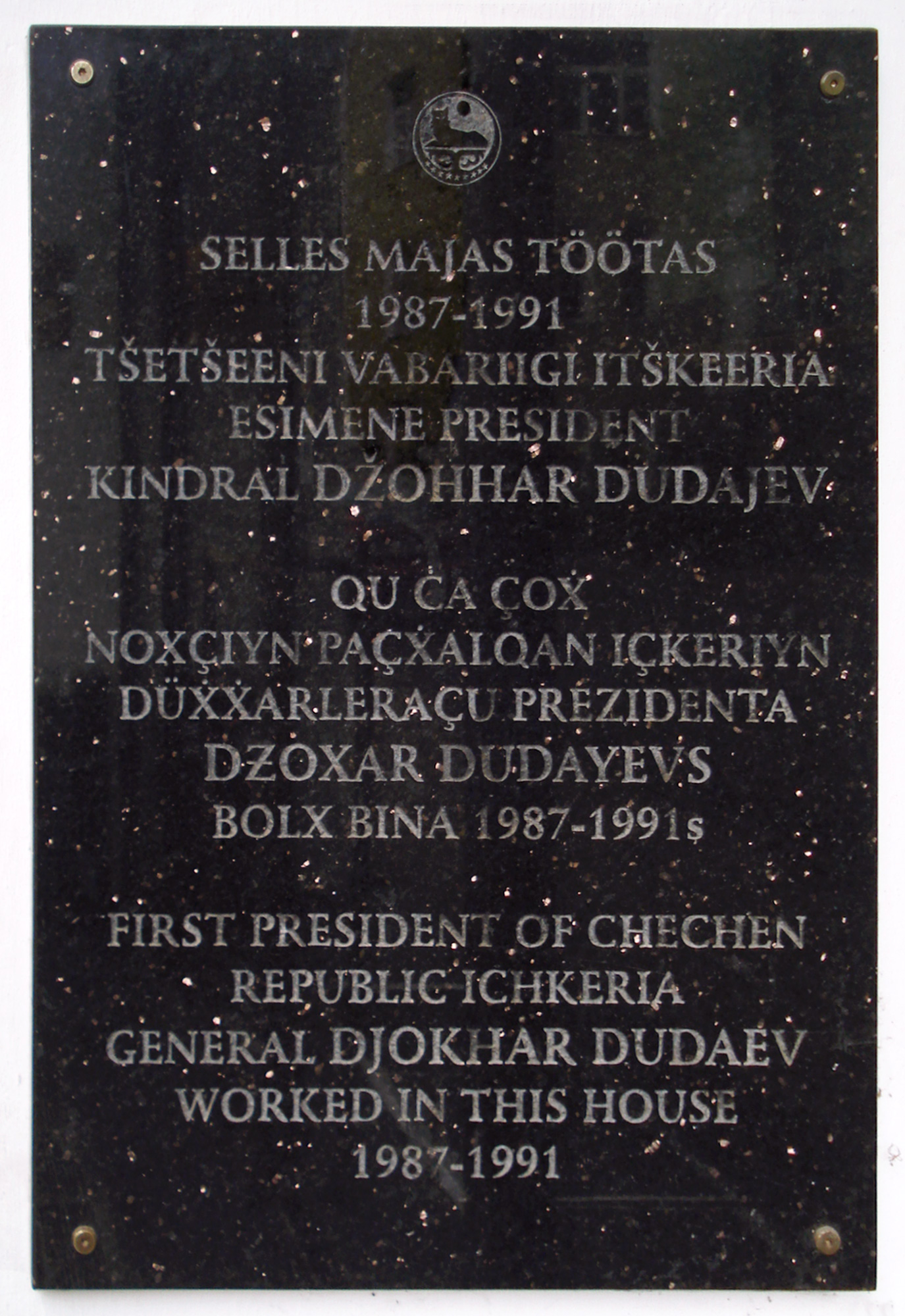
爱沙尼亚塔尔图的杜达耶夫纪念牌

## 出版物
乌克兰在2022年出版了《“自由骑士 ”焦哈尔-杜达耶夫》（Джохар Дудаєв "ЛИЦАР СВОБОДИ"
），ISBN 978-617-7653-20-1